# توماس اسکوراوی
توماس اسکوراوی (انگلیسی: Tomáš Skuhravý؛ زادهٔ ۷ سپتامبر ۱۹۶۵) یک بازیکن فوتبال اهل جمهوری چک است.
مهاجم بلند بالای چکی همچنین در تیم ملی فوتبال جمهوری چک بازی کرده‌است.
ستاره چکی ۱۶۴ بازی با جنوا انجام داد و ۵۹ گل نیز به ثمر رساند ولی درخشش او در سال آخر حضورش در جنوا (۹۵–۹۴) کافی نبود و جنوا به دسته پایین‌تر سقوط کرد.
وی پس از ۵ فصل به اسپورتینگ لیسبون پیوست ولی سال ۹۵ تلخ‌تر از اینها برایش بود.
مصدومیت او پس از ۴ بازی با اسپورتینگ آنقدر شدید و حساس بود که او از تیم ملی چک خداحافظی کرد تا مصدومیتش تشدید نشود.
با این حال ادامه فصل ۹۶–۹۵ و مسابقات یورو ۹۶ را از دست داد و با امید به احیای بازی اش به یکی از تیم‌های باشگاهی چک پیوست.
اما مصدومیتش بازگشت، تا پس از از دست دادن فصل ۹۷–۹۶ از فوتبال خداحافظی کرد.
چک با او به جام جهانی ۱۹۹۰ صعود کرد و پس از ناکامی از صعود به یورو ۹۲ و جام جهانی ۱۹۹۴، در یورو ۹۶ به فینال رسید و با گل طلایی بیرهوف نایب قهرمان شدند.
شاید اگر مصدومیت تک ستاره چکی در سال ۹۵ نبود یورو ۹۶ با قهرمانی برای چکی‌ها به پایان می‌رسید.